# クリストファー・アスキルドセン
クリストファー・アスキルドセン（Kristoffer Askildsen, 2001年1月9日 - ）は、ノルウェー・オスロ出身のサッカー選手。FCミッティラン所属。ポジションはMF。

## クラブ経歴
2013年にスターベクIFのユースアカデミーに入団し。2018年にBチームに昇格し、下部リーグで20試合に出場。同年シーズンにトップチームに昇格。9月24日のランハイム・フォトバル戦でトップリーグ初出場。2019年11月25日のミェンダーレンIF戦でプロ初ゴールを決めた。
2020年1月28日、UCサンプドリアと4年半の契約を締結したことが発表。7月30日のACミラン戦移籍後初ゴールまで決めた。
2024年7月1日、FCミッティランに移籍した。

## 代表経歴
プロデビューした2018年からユース世代のノルウェー代表に随時招集され、UEFA U-17欧州選手権などに出場。2020年9月にフル代表初招集。11月18日のUEFAネーションズリーグのオーストリア戦で代表初出場を果たした。